# Иван Сарандев
Иван Атанасов Сарандев е български учен (литературовед), професор по българска литератира, писател, журналист.

## Биография и творчество
Иван Сарандев е роден на 28 февруари 1934 г. в Ямбол, в семейство на тракийски бежанци от Одринска Тракия.
През 1958 г. завършва с пълно отличие специалност „Българска филология“ в СУ „Климент Охридски“. Като студент се насочва към литературно-изследователска работа. През 1957 г. открива и дешифрира неизвестни спомени на проф. Боян Пенев за Пенчо Славейков, като е единственият стенограф, който разчита стенографския архив на професора. През 1958 г. открива неизвестно издание на „Епически песни“ от Пенчо Славейков.
След дипломирането си, заедно с Владимир Башев, основава в. „Пулс“. От 1960 г. работи в редакцията на в. „Народна младеж“ като литературен консултант. Работи в редакциите на в. „Литературен фронт“, „Народна култура“, а в периода 1972 – 1974 г. е завеждащ отдел „Критика и литературознание“ на издателство „Български писател“.
През 1972 г. получава докторска степен с дисертация на тема „Пенчо Славейков като литературен критик“. От 1974 г. е научен сътрудник в Института за литература при БАН, където оглавява проблемната група „Литературни анкети“, подготвила и издала 40 литературни анкети с известни български писатели. Прави анкети с писателите Емилиян Станев, Дора Габе, Елисавета Багряна и Валери Петров.
През 1988 г. е избран за професор по „История на българската литература между двете световни войни“. В периода 1975 – 2006 г. е преподавател в Пловдивския университет „Паисий Хилендарски“.
Монографията му „Йордан Йовков. Жизнен и творчески път“ е отличена с наградата за литературознание на БАН и СУ „Св. Климент Охридски“ за 1986 г. и националната литературна награда „Йордан Йовков“ за 2000 г.
Член е на Съюза на българските журналисти, Съюза на българските писатели, на Дружеството на филолозите българисти и на Съюза на учените в България.

## Произведения
- „Имена и години“ (1967)
- „Герои и конфликти“ (1967)
- „Книга за Дора Габе“ (1974)
- „Павел Матев“ (1974)
- „Живот се дава за живот“ (1976)
- „Пенчо Славейков. Естетически и критически възгледи“ (1977)
- „Емилиян Станев. Литературна анкета“ (1977; 2007)
- „В света на „Старопланински легенди“ (1980; 1993; 2007)
- „Йордан Йовков. Жизнен и творчески път. 1880 – 1937 г.“ (1986; 1998)
- „Дора Габе. Литературна анкета“ (1986)
- „Елисавета Багряна. Литературна анкета“ (1991)
- „Изповеди. 101 по 31“ (1995)
- „Валери Петров. Литературна анкета“ (1997)
- „33 литературни портрета“ (1998) – с К. Янева
- „Български литературен авангард. Антология“ (2001)
- „Българска литература. 1918 – 1945 г.“ (2004 – т. 1.)
- „Българска литература. 1930 – 1945 г.“ (2006 – т. 2.)
- „Хроника на едно приятелство“ (2006)
- „Класика и авангард. Юбилеен сборник за Иван Сарандев“ (2007)
- „От разпитната метода до литературните анкети“ (2008)
- „Българският литературен авангард“ (2021)